# Ryan Blaney
Ryan Michael Blaney (Cortland, Ohio, 31 de diciembre de 1993) es un piloto de automovilismo estadounidense. Compite para Team Penske en la Copa NASCAR desde 2018, habiendo ganado el título de la temporada 2023.

## Carrera deportiva
Blaney comenzó su carrera de midget, ganando su primera carrera a 9 nueve años; él también participó y ganó en autos Bandolero. Pasando a los autos Legends con 12 años, Blaney won the Lowe's Motor Speedway Young Lion's Winter Heat Point Championship, así como las tres divisiones del Carolina Fall Nationals en quarter midgets.
A los 14 años, Blaney debutó en los late models en Orange County Speedway, antes de ganar varios campeonatos como el Pro All Stars Series South en 2011.
En 2011 hizo su debut en ARCA Racing Series, NASCAR Pro Series Este y Oeste, logrando top 10 en cada carreras en las tres series; incluyendo una victoria.
Al año siguiente, Blaney hizo un calendario parcial por la NASCAR Nationwide Series, participó en 6 carreras con un Chevrolet para Tommy Baldwin y 7 con un Dodge de Penske. Logró 7 top 10 en 13 carreras. Además, compitió en la NASCAR Truck Series para Brad Keselowski, obteniendo su primera victoria en su tercera carrera en la categoría, además de 5 top 10 en 9 fechas.

En 2013 y 2014 participó regularmente en la NASCAR Truck Series para el equipo de Keselowski. En su primera temporada logró una victoria y 8 top 5, mientras que en la segunda obtuvo un triunfo y 12 top 5, resultando sexto y segundo en el campeonato respectivamente. En paralelo, hizo un calendario parcial con Penske acumulando 2 victorias y 11 top 5, además de hacer su debut en Copa NASCAR al participar en dos carreras en un tercer auto del equipo.

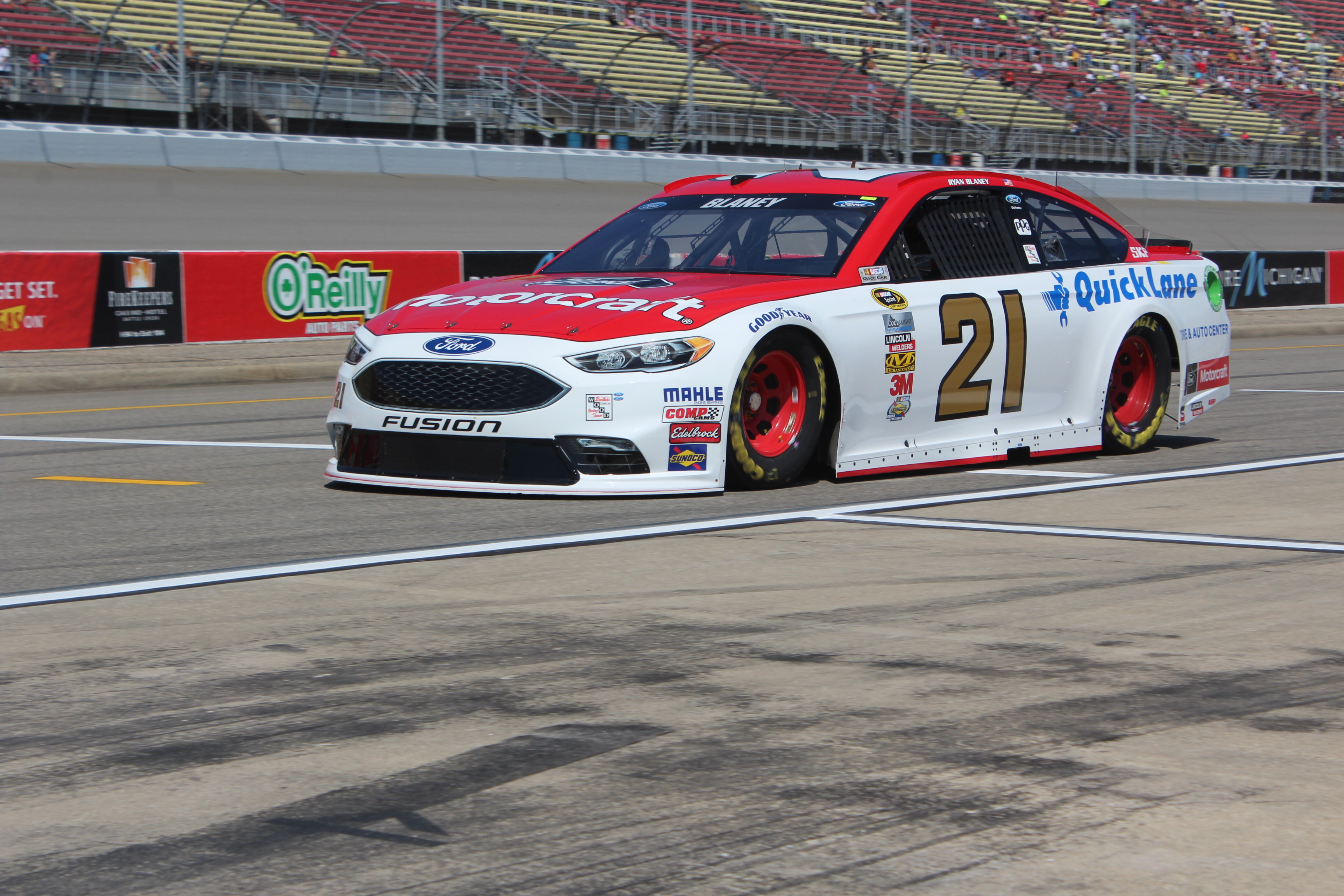
Ford Fusion número 21 de Blaney en 2016.

Blaney participó de forma parcial en la Copa NASCAR 2015 con un Ford de los Wood Brothers, logrando 2 top 10 en 16 carreras. Mientras en Xfinity Series participó en 13 carreras logrando dos victorias y 9 top 5. Al año siguiente, Blaney y Wood Brothers pasa a competir de forma regular en Copa NASCAR; logró 3 top 5 y 9 top 10 para terminar 20º en el campeonato.
En 2017 Blaney obtuvo su primera victoria en Copa NASCAR en Pocono, lo que le valió la clasificación a la postemporada. Quedó eliminado en la tercera fase, resultando noveno en el campeonato con 4 top 5 y 14 top 10.

### Penske (2018-)
Blaney se sumó al Team Penske en la temporada 2018 y llegó hasta la segunda fase de la postemporada. Logró una victoria en el trazado mixto de Charlotte tras aprovechar un accidente entre los dos pilotos líderes y ocho top 5, finalizando décimo en el campeonato.
En 2019 se clasificó a los playoffs sin conseguir victorias. En la postemporada venció en Talladega, venciendo por siete milésimas de segundos a Ryan Newman. Llegó hasta la tercera ronda de los playoffs y obtuvo una séptima posición en el campeonato con 11 top 5. En 2020, Blaney obtuvo una victoria en Talladega, que lo clasificó a la postemporada. Fue eliminado en la primera ronda, siendo noveno en el campeonato con 11 top 5.

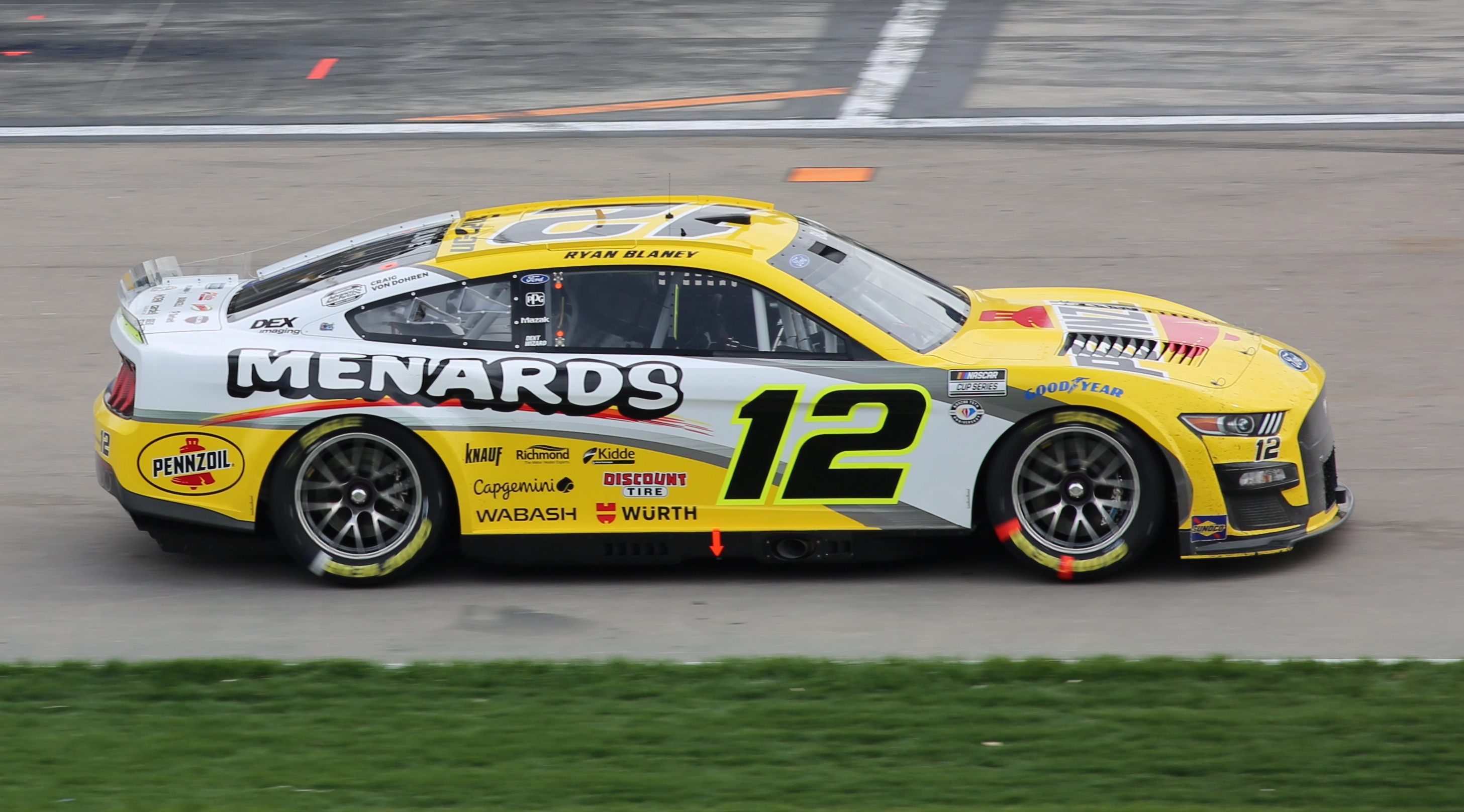
Blaney conduciendo el Mustang número 12 en la temporada 2023.

Al año siguiente, Blaney venció en tres carreras y llegó hasta la tercera ronda la postemporada. Resultó séptimo en el campeonato con un total de 11 top 5.
En 2023, Blaney ganó el campeonato de NASCAR Cup Series al vencer en el Championship 4 a Kyle Larson, William Byron y Christopher Bell. En la temporada regular logró vencer la Coca-Cola 600. En los playoffs venció en Talladega y Martinsville y en la definición del campeonato en Phoenix finalizó en el segundo puesto como el mejor de los cuatro.
En 2024, no logró defender el título, pero obtuvo el subcampeonato. En Atlanta finalizó segundo en un final de fotografía entre tres: Daniel Suárez ganó y Kyle Busch quedó detrás de ellos. En Gateway también le fue esquiva la victoria, al quedarse sin combustible faltando dos vueltas. En junio, anotó su primera victoria de la temporada en la carrera inaugural de Iowa. Un mes después, ganó en Pocono. En los playoffs, Blaney superó las rondas sin victorias, salvo la que obtuvo en Martinsville y lo clasificó por segundo año consecutivo a la carrera definitoria. Allí, batalló con su compañero de Penske Joey Logano, quien finalmente ganó la carrera y el campeonato.

## Vida personal
Su padre, Dave Blaney fue un piloto de la Copa NASCAR, y su abuelo Lou Blaney, fue un piloto de Modifieds y sprint cars.